# Elousa
Elousa é um gênero de traça pertencente à família Arctiidae.